# Лопарёв, Сергей Юрьевич
Сергей Юрьевич Лопарёв (род. 13 июля 1961, Москва) — российский учёный, специалист в области создания вооружения и военной техники, наукоемкой продукции гражданского назначения. Лауреат Государственной премии РФ, дважды лауреат премии Правительства Российской Федерации. Доктор экономических наук.

## Биография
В 1988 году окончил с отличием Московский станкоинструментальный институт, в 1997 году окончил Всероссийскую академию внешней торговли.
С 1980 года по настоящее время работает во Всероссийском научно-исследовательском институте автоматики им. Н. Л. Духова Государственной корпорации по атомной энергии «Росатом».
С 2008 года — директор ФГУП «Всероссийский научно-исследовательский институт автоматики им. Н. Л. Духова».

## Награды и звания
- Доктор экономических наук (2005).
- Государственная премия Российской Федерации (2022).
- Премия Правительства Российской Федерации (2012, 2019).
- Орден Дружбы (2007).
- Орден «За заслуги перед Отечеством» IV степени (2014).
- Орден «За заслуги перед Отечеством» III степени (2022).
- Медали ордена «За заслуги перед Отечеством» I и II степени, медаль «В память 850-летия Москвы».